# Mezőörs
Mezőörs – wieś i gmina w północno-zachodniej części Węgier, w pobliżu miasta Győr.
Miejscowość leży na obszarze Małej Niziny Węgierskiej, w pobliżu granicy słowackiej. Administracyjnie należy do powiatu Győr, wchodzącego w skład komitatu Győr-Moson-Sopron.
Gmina Mezőörs liczy 1013 mieszkańców (2009) i zajmuje obszar 48,48 km².